# Gare d’Eurville
Gare d’Eurville vasútállomás Franciaországban, Eurville-Bienville településen.

## Vasútvonalak
Az állomást az alábbi vasútvonalak érintik:
- Blesme-Haussignémont-Chaumont-vasútvonal

## Kapcsolódó állomások
A vasútállomáshoz az alábbi állomások vannak a legközelebb:
- Gare de Saint-Dizier
- Gare de Bayard